# Gabriel Escobar
Gabriel Escobar Mascuñano (Leganés, 22 de julio de 1996) es un deportista español que compite en boxeo.
Ganó una medalla de oro en los Juegos Europeos de Minsk 2019, en la categoría de 52 kg. Participó en los Juegos Olímpicos de Tokio 2020, ocupando el quinto lugar en el peso mosca.

## Palmarés internacional
| Juegos Europeos | Juegos Europeos     | Juegos Europeos | Juegos Europeos |
| Año             | Lugar               | Medalla         | Categoría       |
| --------------- | ------------------- | --------------- | --------------- |
| 2019            | Minsk (Bielorrusia) | Medalla de oro  | 52 kg           |